# Acanthodelta mariaca
Acanthodelta mariaca là một loài bướm đêm trong họ Noctuidae.